# Marchesato di Villena
Il Marchesato di Villena (in spagnolo Marquesado de Villena) è stata un'entità politica di carattere feudale della Spagna centro-orientale nata da una signoria del XIII secolo. Privata quasi completamente della propria base territoriale è sopravvissuta fino ai giorni nostri.

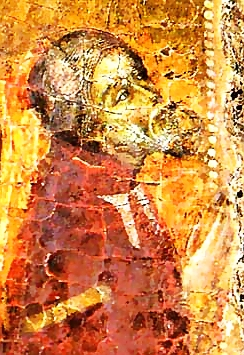
Ritratto di don Juan Manuel

## Storia

### La Signoria
Il Marchesato di Villena ha origine dalla Signoria di Villena (Señorío de Villena), costituitasi attorno alla metà del XIII secolo su un ampio territorio liberato dal giogo moresco e facente attualmente parte delle Province di Valencia, Alicante, Cuenca, Albacete e Murcia. Centro nevralgico della signoria era la città di Villena, riconquistata all'Islam da Giacomo I d'Aragona nel 1240 ma ceduta al Regno di Castiglia a seguito del trattato di Almizra (1243). Suo primo signore fu l'Infante Giovanni Manuele di Castiglia (Juan Manuel de Castilla), figlio di Ferdinando III il Santo che governò il territorio in qualità di vassallo del fratello, il re Alfonso X. Suo erede, don Juan Manuel, ribellatosi prima a Ferdinando IV di Castiglia poi ad Alfonso XI governò come sovrano assoluto e così fecero anche i suoi successori (che talvolta si fregiarono anche di titoli principeschi e ducali), fino a quando, nel 1398, durante il regno di Enrico III la Signoria tornò nuovamente nell'orbita castigliana.

### Il marchesato
Giovanni II di Castiglia la trasformò in marchesato nel 1445 assegnandola al proprio favorito Juan Pacheco, nobile di origine portoghese. Fra i discendenti di Juan Pacheco che ostentarono il titolo di marchesi di Villena ricordiamo:
- Diego López Pacheco y Portocarrero (1456-1529), primogenito di Juan, fu uno dei protagonisti della guerra di successione spagnola nelle file del partito juanista
- Diego López Pacheco Cabrera y Bobadilla (1599-1653), Viceré della Nuova Spagna, poi di Sicilia e infine di Navarra
- Juan Manuel Fernández Pacheco (1650-1725), Capitano generale di Navarra, Aragona, Catalogna, Sicilia e Napoli. Il suo nome è legato alla Real Academia Española, che egli stesso fondò nel 1713

## Il Marchesato oggi
All'estinzione della famiglia Pacheco nel 1798, il titolo marchesale passò a Diego Fernández de Velasco, duca di Frías e ai propri discendenti, e, recentemente, a Francisco de Borja Téllez Girón Fernández de Velasco che attualmente lo detiene.